# Neoconocephalus lyristes
Neoconocephalus lyristes är en insektsart som först beskrevs av Rehn, J.A.G. och Morgan Hebard 1905.  Neoconocephalus lyristes ingår i släktet Neoconocephalus och familjen vårtbitare. Inga underarter finns listade i Catalogue of Life.